# 安德鲁·W·梅隆基金会
安德鲁·W·梅隆基金会（英語：Andrew W. Mellon Foundation）为一家由来自美国宾夕法尼亚州匹兹堡的梅隆家族设立在纽约的基金会，以安德鲁·W·梅隆为其名。其对诸如高等教育（信息管理、图书馆、学术交流）和博物馆以及环保等有所涉猎。该基金会位于纽约市，其在另一个由保罗·梅隆提供资金的慈善机构—博林根基金会的前扩建办公室内。诗人和学者伊丽莎白·亚历山大是该基金会的主席。前任主席包括厄尔·刘易斯、唐·兰德尔、威廉·G·鲍文、约翰·爱德华·索耶和内森·普西。2004年，该基金会被授予国家艺术奖章。